# خسوف القمر 7 أغسطس 2017
| خسوف القمر الجزئي 7 أغسطس 2017                                        | خسوف القمر الجزئي 7 أغسطس 2017 |
| --------------------------------------------------------------------- | ------------------------------ |
| من الكويت في 18:14 UTC                                                |                                |
| يوضح هذا المخطط حركة القمر من اليمين إلى اليسار كل ساعة عبر ظل الأرض. |                                |
| دورة ساروس                                                            | 119 (62 من 83)                 |
| المدة الزمنية (ساعة:دقائق:ثوان)                                       |                                |
| جزئي                                                                  | 1س:55د:15ث                     |
| ناقص                                                                  | 5س:00د:54ث                     |
| Contacts                                                              |                                |
| P1                                                                    | 15:50:02 توقيت عالمي منسق      |
| U1                                                                    | 17:22:55                       |
| الأكثر                                                                | 18:20:28                       |
| U4                                                                    | 19:18:10                       |
| P4                                                                    | 20:50:56                       |

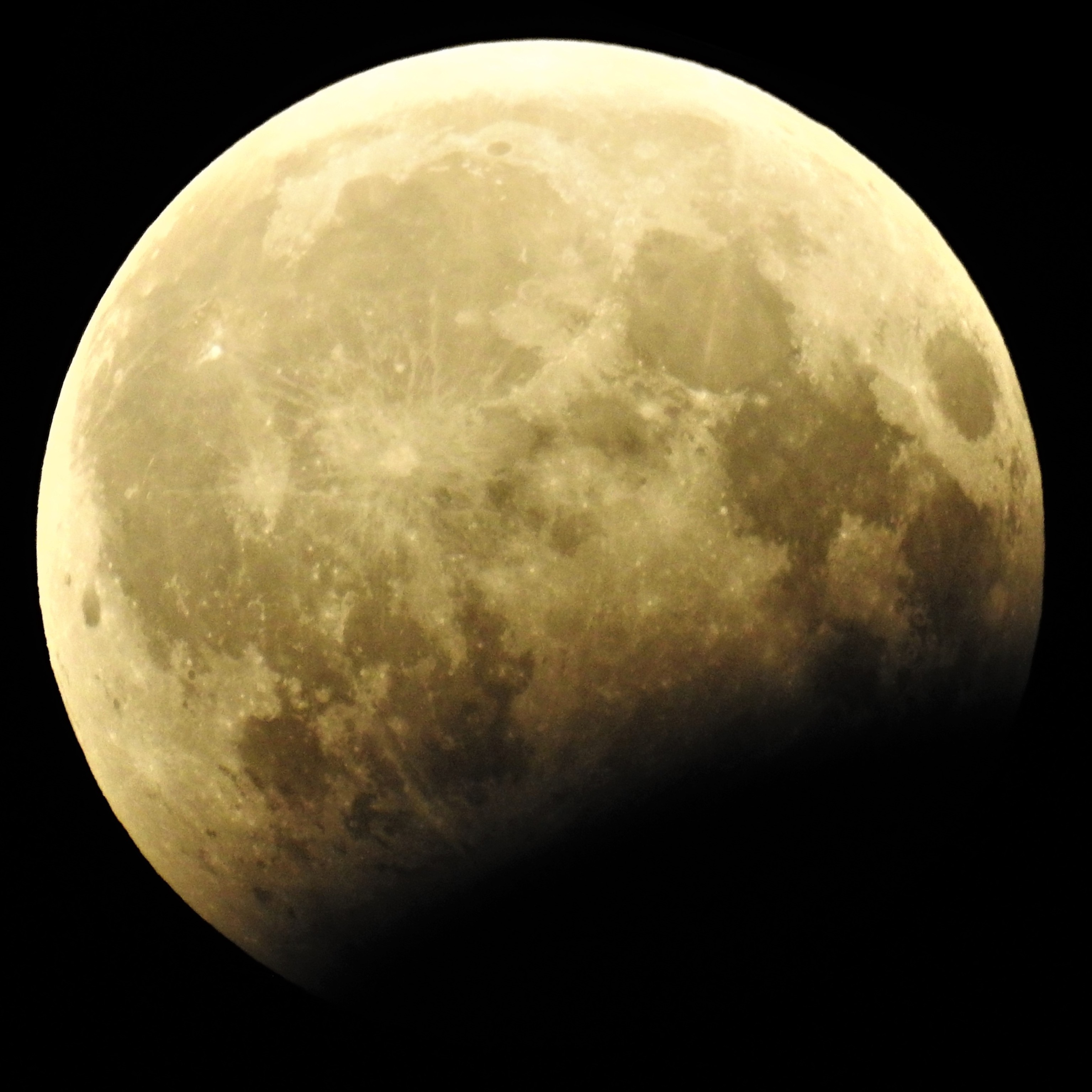
خسوف القمر كما شوهد في دولة الكويت عند الساعة السادسة والربع مساء.

حدث خسوف للقمر مساء يوم الاثنين 7 أغسطس 2017 الموافق 15 ذو القعدة 1438 هـ، ويعتبر خسوف جزئي. وتم رصد وتوثيق الخسوف باستخدام عدد من التلسكوبات والأجهزة الفلكية المخصصة لذلك حيث بدأ الخسوف الجزئي للقمر عند الساعة 20:23، بينما وصل إلى ذروته عند الساعة 21:20، وانتهى عند الساعة 22:18 واستمر ما يقارب الساعتين، وشوهد في كل من آسيا، وأوروبا، وأفريقيا وأستراليا.

## الرؤية
كان الخسوف مرئيا في أوروبا الشرقية وأفريقيا وآسيا وأستراليا.
| منظر الأرض من القمر خلال ذروة الخسوف |
|                                      |

## معرض الصور

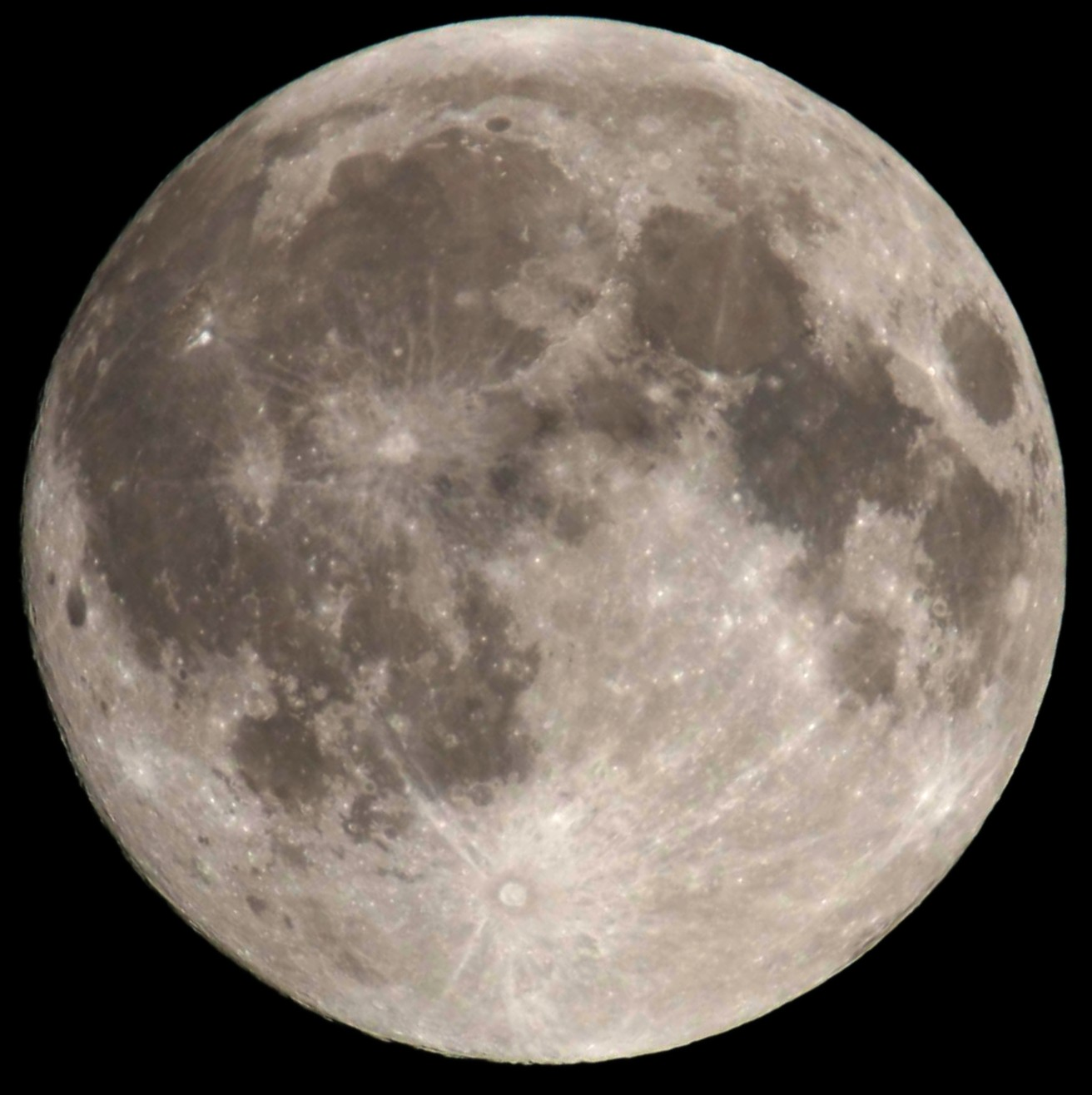
القمر قبل الخسوف في مدينة منيابولس في ولاية مينيسوتا الأمريكية , 8:19 UTC
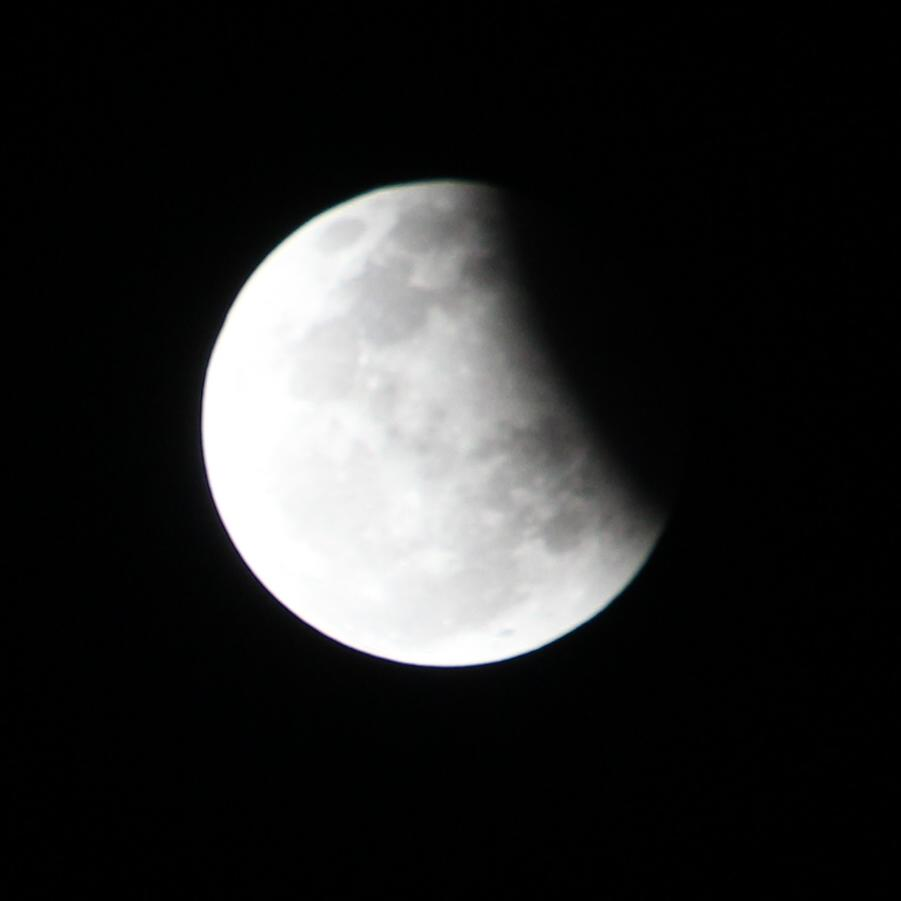
غابورون, 18:02 UTC
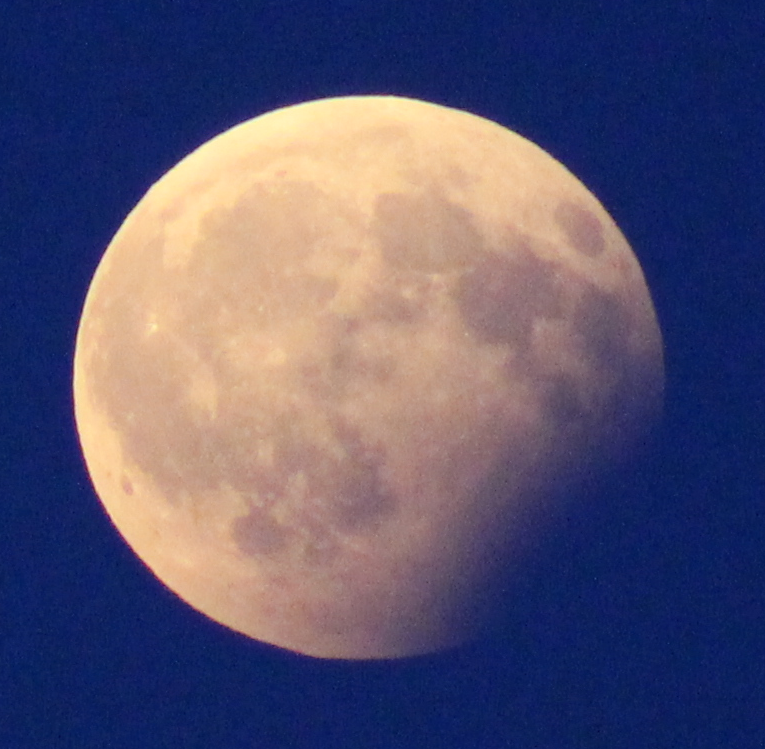
ألمانيا, 18:14 UTC
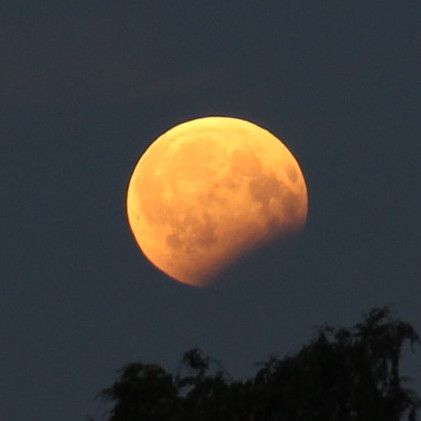
هلسنكي, 18:57 UTC
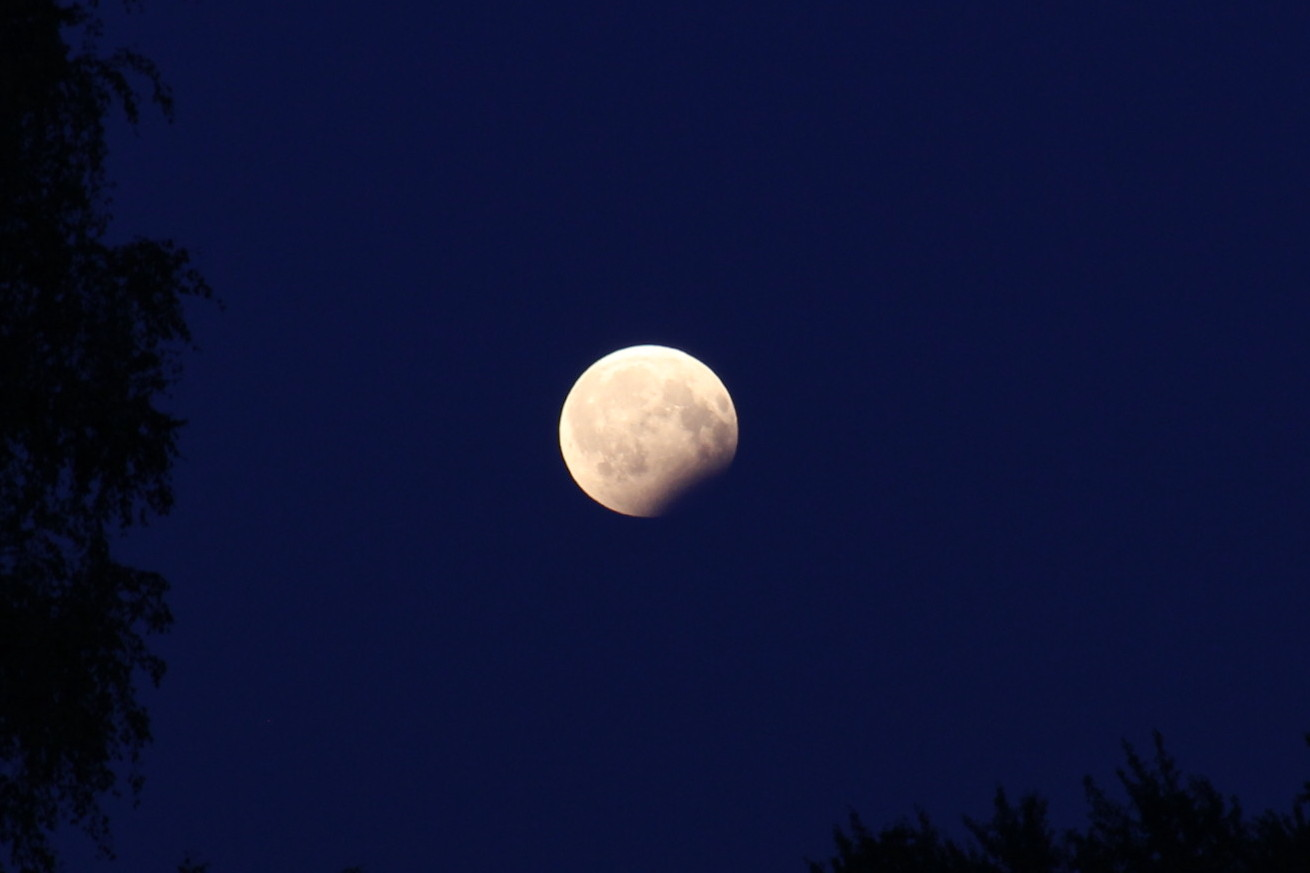
هلسنكي, 19:07 UTC
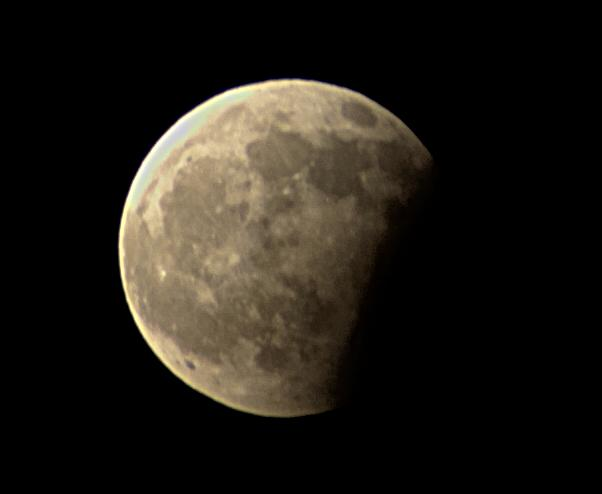
صيادة, تونس, 19:01 UTC